# Andreas Gadient
Andreas Gadient, né le 6 septembre 1892 à Trimmis (originaire du même lieu) et mort le 27 décembre 1976 à Coire, est une personnalité politique suisse, membre du Parti démocratique. 
Il est membre du Gouvernement du canton des Grisons de 1939 à 1947 et député au Conseil des États de 1925 à 1959. 

## Biographie
Andreas Gadient naît le 6 septembre 1892 à Trimmis, dans la région de Landquart, au nord-est du canton des Grisons. Il en est également originaire. Son père, Peter, est un commerçant ; sa mère, originaire de Klosters dans la région de Prättigau/Davos, se nomme Ursula Florin avant son mariage.
Il obtient un brevet d'instituteur en 1911 et enseigne à Jenaz et Klosters. Il reprend trois ans plus tard, en 1914, des études à l'Université de Zurich, où il obtient un doctorat en 1919 et un brevet de maître secondaire en 1920. 
Il enseigne à l'école secondaire et à l'école de commerce de Coire de 1917 à 1921, avant de s'établir à Klosters-Serneus, où il exerce comme maître secondaire jusqu'en 1931 et comme agriculteur.
Il est membre du conseil d'administration d'Emser Werke (devenu Ems-Chemie) de 1941 à 1976.
Il a le grade de divisionnaire à l'armée.
Il est marié à Maria Jost, originaire de Klosters. Leur fils, Ulrich Gadient (de), siégera au Conseil national puis au Conseil des États. 
Il meurt le 27 décembre 1976 à l'Hôpital de Coire après une courte maladie. 

## Parcours politique
Andreas Gadient est l'un des cofondateurs, en 1919, du Parti démocratique grison (issu de la scission des Jeunes radicaux).
Il siège au Conseil national de décembre 1925 à décembre 1959, où il est d'abord membre du groupe de politique sociale, puis de celui des démocrates libres à partir de 1935 et enfin du groupe démocrate à partir de 1942. Il est également député au Grand Conseil du canton des Grisons de 1927 à 1939 et de 1951 à 1957.
Il est membre du Gouvernement du canton des Grisons de 1939 à 1947, à la tête du département des finances et des affaires militaires. 

### Positionnement politique
Opposé aux radicaux, il défend les petits paysans et les paysans de montagne et met l'accent sur la politique sociale et la formation. Ses positions de centre-gauche, anticapitalistes et critiques envers l'armée, du moins à l'origine, ne laissent pendant des décennies que peu de chances de succès aux socialistes dans son canton. Brillant orateur, charismatique et publiciste infatigable, il a une influence décisive dans l'entre-deux-guerres sur la progression de son parti (position dominante au Grand Conseil en 1935 et dans la délégation cantonale au Conseil national en 1939). Au gouvernement, il encourage le développement de l'industrie pour diversifier le tissu économique, qui risque de trop se concentrer sur le tourisme.
Sur le plan national, il s'affirme comme l'un des dirigeants de la gauche du camp bourgeois, notamment dans la lutte contre le programme de déflation de la Confédération lors de l'initiative de crise (rejetée en 1935, cette initiative populaire fédérale demandait une forte intervention de l'État dans l'économie), dans le Mouvement des lignes directrices (forum de discussion politique actif de 1936 à 1940, réunissant les diverses composantes de la gauche et du centre, des socialistes aux Jeunes paysans et démocrates grisons,) et comme rédacteur principal de l'hebdomadaire de gauche La Nation (1933-1934),. Il soutient la création de l'AVS et le droit de vote des femmes. 

## Ouvrages
- (de) Das Prättigau, ein Beitrag zur Landeskunde, Coire, Sprecher, Eggerling & Co, 1921. Cette étude sur le folklore de la vallée du Prättigau[10] fait l'objet d'une plainte par des membres du gouvernement et de l'Assemblée fédérale pour atteinte à l'honneur et l'auteur est condamné par le tribunal de district à retirer les passages concernés, condamnation confirmée par le Tribunal cantonal. Les recours au Tribunal fédéral fondé sur la liberté de la presse est rejeté à l'unanimité en 1924[11],[12].
- (de) Lebendige Demokratie, Coire, 1922